# Douglas XA-2
Douglas XA-2 là một mẫu thử máy bay cường kích của Hoa Kỳ, được hoán cải từ một chiếc máy bay thám sát Douglas O-2.

## Quốc gia sử dụng
Hoa Kỳ
- Quân đoàn Không quân Lục quân Hoa Kỳ

## Tính năng kỹ chiến thuật (XA-2)
Đặc tính tổng quát
- Kíp lái: 2
- Chiều dài: 29 ft 7 in (9,02 m)
- Sải cánh: 39 ft 8 in (12,09 m)
- Chiều cao: 11 ft (3,4 m)
- Trọng lượng cất cánh tối đa: 4.985 lb (2.261 kg)
- Động cơ: 1 × Allison VG-1410 , 433 hp (323 kW)

Hiệu suất bay
- Vận tốc cực đại: 130 mph (209 km/h; 113 kn)
- Vận tốc hành trình: 100 mph (87 kn; 161 km/h)
- Tầm bay: 400 mi (348 nmi; 644 km)
- Trần bay: 15.000 ft (4.572 m)

Vũ khí trang bị

- Súng: 

  - 6 × súng máy Browning.30-cal. (7,62 mm)
  - 2 × súng máy Lewis.30-cal. (7,62 mm)
- Bom: 100 lb (45 kg) bom